# Aliadriatica
Aliadriatica S.p.A. è stata una compagnia aerea con sede a Pescara, un generoso tentativo di spezzare l'isolamento dell'Abruzzo e impiantare collegamenti stabili da e per il principale aeroporto della regione.

## Storia
La società fu fondata nel'autunno 1983 a Pescara. L'azienda si proponeva di effettuare aero-taxi, lavoro aereo (traino striscioni pubblicitari), voli di avvistamento incendi, scuola di volo (corsi avanzati di formazione professionale), manutenzione dei propri velivoli. La trasformazione in vera e propria compagnia aerea avvenne nel 1987 con l'avvio dei primi voli charter. Nel giugno 1988 il Gruppo Toto (Toto Costruzioni Generali S.p.A.) divenne azionista di maggioranza (98%).
I voli di linea per Torino, Catania e Palermo iniziarono il 3 giugno 1991 dopo la consegna del primo dei due biturbina BAe "Jetstream 31". Nel giugno 1994 Aliadriatica acquistò da altra società italiana un bireattore Boeing 737-200 per effettuare voli a corto/medio raggio. Il 27 aprile 1995 Aliadriatica inaugurò voli di linea da Milano-Linate per Brindisi, Reggio Calabria e Lamezia Terme. Il 23 novembre 1995 il nome della compagnia fu modificato in Air One SpA.

## Flotta
Aliadriatica utilizzò due soli tipi di velivoli prima di diventare Air One:
- 2 British Aerospace "Jetstream" 31 immatricolati I-ALKC e I-ALKD, entrambi noleggiati
- 1 Boeing 737 serie 200 immatricolato I-JETA
- 1 Boeing 737 serie 300 immatricolato EI-CLZ, noleggiato da GECAS per l'alta stagione 1995

## Soci fondatori
- Giulio Rispoli
- Luciano Diodoro
- Emidio Isidoro
- Antonio Luciani
- Andreina Masciocchi
- Giuseppe Bongarzoni
- Fabrizio Giannone